# There’s a Bond Between Us
There’s a Bond Between Us – album grupy Graham Bond Organisation nagrany w 1965  i wydany w grudniu 1965 r.

## Historia i charakter albumu
Album ten wydany został w zaledwie 8 miesięcy po debiutanckim The Sound of ’65 i można usłyszeć jaki postęp został dokonany przez muzyków. Brzmienie jest pełniejsze i bardziej studyjne. Poprzedni album był bardzo zbliżony stylistycznie do muzyki, którą Organizacja wykonywała podczas występów przed publicznością. Jest to również płyta dynamiczniejsza. 
W dużej mierze album zawdzięcza to nowemu instrumentowi wprowadzonemu przez Bonda w świat muzyki rockowej – melotronowi. Został on po raz pierwszy wykorzystany na singlu „Lease on Love” wydanym w lipcu 1965 r.
Longplay ukształtowany został pod wyraźnym wpływem rhythm and bluesa. Są tu utwory Bookera T („Last Night”), Raya Charlesa („What'd I Say”) i wykonywany przez niego „The Night Time Is the Right Time” oraz wykonywany przez Chucka Willisa „Don't Let Go”.
Jednym z najlepszych utworów była kompozycja Bonda „Walkin' in the Park”. Dick Heckstall-Smith wziął ją ze sobą do grupy Colosseum i wkrótce stała się utworem wykonywanym z sukcesem na każdym koncercie.
Bond dopuścił do kreatywnej pracy także pozostałych muzyków Organizacji i na albumie znajdują się kompozycje całego kwartetu.
Jednak we wrześniu 1965 r. Jack Bruce odszedł do Bluesbreakersów Johna Mayalla. Główną przyczyną był nieustający konflikt pomiędzy Bruce’em i Bakerem, którzy uwielbiali ze sobą grać, ale niecierpieli się jako ludzie. W czerwcu 1966 r. odszedł Ginger Baker i spotykał się z... Bruce’em w supergrupie Cream.

## Muzycy
Graham Bond Organisation
- Graham Bond – organy, saksofon altowy, wokal prowadzący, melotron
- Dick Heckstall-Smith – saksofon tenorowy
- Jack Bruce – gitara basowa, kontrabas (6), wokal prowadzący (2, 5) i towarzyszący (1, 4, 10)
- Ginger Baker – perkusja

Muzycy dodatkowi
- niezidentyfikowany chórek żeński (10)

## Spis utworów
| 1.  | Who's Afraid of Virginia Woolf? (Knox/Kirkpatrick)        | 2:05  |
|     |                                                           |       |
| 2.  | Hear Me Calling Your Name (Bruce)                         | 2:37  |
|     |                                                           |       |
| 3.  | The Night Time Is the Right Time (Herman)                 | 3:01  |
|     |                                                           |       |
| 4.  | Walkin' in the Park (Bond)                                | 3:30  |
|     |                                                           |       |
| 5.  | Last Night (Axton/Jackson/Nix/Smith/Cropper/Dunn/Johnson) | 3:00  |
|     |                                                           |       |
| 6.  | Baby Can It Be True? (Bond)                               | 5:04  |
|     |                                                           |       |
| 7.  | What'd I Say? (Charles)                                   | 4:16  |
|     |                                                           |       |
| 8.  | Dick's Instrumental (Heckstall-Smith)                     | 2:33  |
|     |                                                           |       |
| 9.  | Don't Let Go (Stone)                                      | 2:43  |
|     |                                                           |       |
| 10. | Keep a-Drivin' (Willis)                                   | 2:04  |
|     |                                                           |       |
| 11. | Have You Ever Loved a Woman? (Bond)                       | 4:53  |
|     |                                                           |       |
| 12. | Camels and Elephants (Baker)                              | 4:43  |
|     |                                                           |       |
|     |                                                           | 40:29 |
|     |                                                           |       |

## Opis płyty
- Producent – Robert Stigwood
- Nagranie – 1965
- Wydanie – grudzień 1965
- Czas – 40 min. 29 sek.
- Firma nagraniowa – EMI
- Numer katalogowy –
- Wznowienie: BGO Records (Beat Goes on Records)
- Wznowienie zawiera dwa albumy GBO: The Sound of ’65 i There’s a Bond Between Us
- Data – 1999
- Numer katalogowy – BGOCD500